# V Aquilae
Désignations
V Aquilae (V Aql) est une étoile carbonée et une étoile variable semi-régulière de la constellation de l'Aigle. Elle a une magnitude apparente qui varie entre 6,6 et 8,4 et est située à environ 400 pc (∼1 300 al).
V Aquilae est un type d'étoile dont le spectre est dominé par les fortes raies d'absorption des molécules C2 et CN, et qui sont donc appelées étoiles carbonées. Les niveaux élevés de carbone dans l'atmosphère proviennent de la matière récemment produite par nucléosynthèse qui a été remontée à la surface par convection profonde lors d'événements temporaires de combustion en coquille appelés pulsations thermiques. Les types spectraux publiés varient un peu entre C54 à C64, ou N6 suivant un ancien système de classification,. L'indice 4 fait référence à la force des bandes de carbone moléculaire dans la spectre, un indicateur de l'abondance relative du carbone dans l'atmosphère.
V Aquilae est une étoile variable semi-régulière de type SRb. Elle a une période publiée de  400 jours, mais on trouve d'autres périodes allant de 350 jours à 2 270 jours.